# Alan Dugan
Alan Dugan (12. února 1923 – 3. září 2003) byl americký básník. Narodil se v Brooklynu a vyrůstal střídavě v Brooklynu a Queensu. V roce 1941 začal studiovat na Queens College a brzy publikoval své první básně ve školním literárním časopisu. Koncem války nastoupil do armády. Již za svou první sbírku Poems (1961) získal Pulitzerovu cenu a Národní knižní cenu. Později vydal sbírky Poems 2 (1963), Poems 3 (1967), Poems 4 (1974), Poems Five: New and Collected Poems (1983), Poems Six (1989) a Poems Seven: New and Complete Poetry (2001). Poslední z nich byla rovněž oceněna Národní knižní cenou. V češtině vyšlo pouze sedm jeho básní v antologii Obeznámeni s nocí (1967) v překladu Stanislava Mareše. Zemřel na zápal plic ve věku 80 let.